# Dũng Tiến, Thường Tín
Dũng Tiến là một xã thuộc huyện Thường Tín, thành phố Hà Nội, Việt Nam.

## Địa lý
Xã Dũng Tiến nằm ở phía tây huyện Thường Tín, có vị trí địa lý:
- Phía bắc giáp xã Nguyễn Trãi và sông Cầu Giành
- Phía đông giáp xã Thắng Lợi
- Phía nam giáp xã Nghiêm Xuyên
- Phía tây giáp sông Nhuệ.

## Hành chính
Xã Dũng Tiến bao gồm bốn thôn:
- Thôn Ba Lăng: bao gồm các xóm: Xóm Bùng, Xóm Nội, Xóm Làng, Xóm Ngoài, Xóm Ngang, Xóm Bến.
- Thôn Đông Cứu: bao gồm Đông Cứu trên và Đông Cứu dưới
- Thôn Cổ Chất (Cổ Hiền).
- Thôn Cao Xá: bao gồm Cao Xá trên và Cao Xá dưới.
- Trụ sở ủy ban nhân dân xã được đặt tại thôn Ba Lăng, đối diện với đình Ba Lăng và bên cạnh chợ Ba Lăng
- Chủ tịch ủy ban nhân dân xã: Phạm Tiến Thầm
- Đầu thế kỷ 19, các làng (nay là thôn của xã Dũng Tiến) là các làng xã (thời xưa) thuộc tổng Đông Cứu huyện Thượng Phúc phủ Thường Tín trấn Sơn Nam Thượng[3], là: xã Đông Cứu, xã Ba Lăng, xã Cao Xá, thôn Cổ Hiền xã Tả Giai,...

ủy ban nhân dân xã được đặt tại thôn Ba Lăng thuộc xóm Bến cạnh với chợ Ba Lăng

## Giáo dục
Trường cấp I, II được đặt tại thôn Ba Lăng; trường Mầm non đặt tại thôn Đông Cứu.

## Văn hóa

### Các di tích lịch sử văn hoá
- Thôn Ba Lăng: Chùa Phúc, Chùa Buộm, Chùa Quán Sao.
- Thôn Cao Xá: Chùa Thiện, chùa Thích Ca.
- Thôn Đông Cứu: Chùa Đông Cứu (Sùng Quang Tự).
- Thôn Cổ Chất: Chùa Cổ Chất (Hưng Khánh Tự).
- Các thôn trong xã đều có đình chùa miếu mạo để thờ phật và thành hoàng làng:
- Cụm di tích Đình - đền - chùa Đông Cứu xếp hạng Di tích lịch sử cấp thành phố năm 1998; Đình Ba Lăng xếp hạng di tích Kiến trúc - Nghệ thuật cấp thành phố năm 2018; Đình Cao Xá xếp hạng Di tích Lịch sử cấp thành phố năm 2018.

### Làng nghề truyền thống
Hiện nay xã Dũng Tiến đang có nghề thêu ren hết sức phát triền ở hầu hết tất cả các thôn trong xã, ngoài ra còn có một số nghề mới được du nhập và đang trên đà phát triển.
Làng nghề thêu truyền thống Đông cứu là làng nghề thêu cổ đã có truyền thống thêu các loại trang phục cổ xưa từ cách đây hơn 3 thế kỷ, là làng nghề được chọn may long bào cho vua các triều đại phong kiến Việt Nam.
Năm 2001 tỉnh Hà Tây (nay là Hà Nội) công nhận làng nghề truyền thống, ngày 12 tháng 02 năm 2017 Bộ văn hóa thể thao & du lịch Công nhận: "Di sản văn hóa Phi vật thể Quốc gia nghề thêu truyền thống".

### Truyền thống văn hoá
Xã Dũng Tiến được tôn vinh là xã có truyền thông hiếu học kết hợp văn hoá, nơi đây đã sản sinh ra nhiều nhân tài giúp ích cho địa phương cho đất nước. Tiêu biểu trong đó là dòng họ Vũ Bá thôn Ba Lăng và họ Nghiêm, đây chính là những dòng họ đã khai sinh ra xã Dũng Tiến. Đã đóng góp rất nhiều công lao cho xã Dũng Tiến.
- Tiêu biểu là cụ Nguyễn Chí (Hoàng Giáp) người xã Cao Xá, huyện Thượng Phúc, nay là thôn Cao Xá, xã Dũng Tiến, huyện Thường Tín, TP.Hà Nội, đỗ Đệ nhị giáp Tiến sĩ xuất thân (Hoàng Giáp) khoa Mậu Thìn, niên hiệu Đoan Khánh thứ 4 (1508), đời Lê Uy Mục. Làm đến chức quan Thị Lang. Thôn Cao Xá có 2 dòng họ Nguyễn, vị Hoàng Giáp này thuộc dòng họ Nguyễn đông nhất ở thôn Cao Xá trên (hậu duệ là các ông Nguyễn Đăng Trình, ông Nguyễn Đăng Đệ).
- Nhà giáo dân dân, Giáo sư, Tiến sĩ Nghiêm Văn Dĩnh người xóm Ngang thôn Ba Lăng từng giữ chức vụ bí thư đảng ủy hiệu phó Trường Đại học Giao thông Vận tải, thành viên hội đồng chức danh Giáo sư nhà nước.
- Phó giáo sư, Tiến sĩ Vũ Bình Dương người xóm Làng thôn Ba Lăng công tác tại Học viện Quân Y, bộ Quốc phòng được nhà nước phong hàm Phó Giáo sư năm 37 tuổi.